# Reinventare la ruota
Reinventare la ruota è un'espressione idiomatica di origine anglosassone che si utilizza quando una soluzione tecnica generalmente accettata viene ignorata a favore di soluzioni ricreate localmente.
In un progetto software, è un processo secondo il quale si tende a progettare/sviluppare, da zero, elementi dell'architettura (o di librerie esterne) che già esistono e sono già ben testati e funzionanti. Fa parte della categoria degli anti-pattern. Cause principali sono la scarsa comunicazione tra i team di sviluppo, assenza di uno studio approfondito del dominio, mancanza di intraprendenza da parte dei project manager. Una soluzione potrebbe essere uno studio iniziale più approfondito del problema che si sta per affrontare, prima di intraprendere lo sviluppo e di scoprire quali sono gli elementi nell'architettura già esistenti e riusabili.